# Kita (Mali)
Kita ist eine Stadt im Südwesten Malis. Die Hauptstadt des Kreises Kita in der Region Kayes liegt am Osthang des Berges Kita. Bei der Volkszählung im Jahre 2009 hatte die Stadt etwa 49.000 Einwohner. Die Stadt blühte besonders in den 1990er Jahren während der Hochzeiten der Baumwollindustrie auf und stellt heute ein Verarbeitungszentrum von in den umliegenden Gebieten angebauter Baumwolle und Erdnüssen dar.
Kita liegt an der Bahnstrecke Dakar–Niger und ist der größte Verkehrsknotenpunkt zwischen Bamako und Kayes. Die Stadt ist außerdem für ihre Musik und als römisch-katholischer Wallfahrtsort bekannt.

## Söhne und Töchter der Stadt
- Kélétigui Diabaté (1931–2012), Balafon-Spieler
- Massa Makan Diabaté (1938–1988), Autor
- Djelimady Tounkara (* 1947), Musiker und Gitarrist
- Cheick Hamala Diabate, Musiker
- Kandia Kouyaté (* 1958), Musiker
- Mamadou Diabate (* 1973), Kora-Spieler